# Guajá

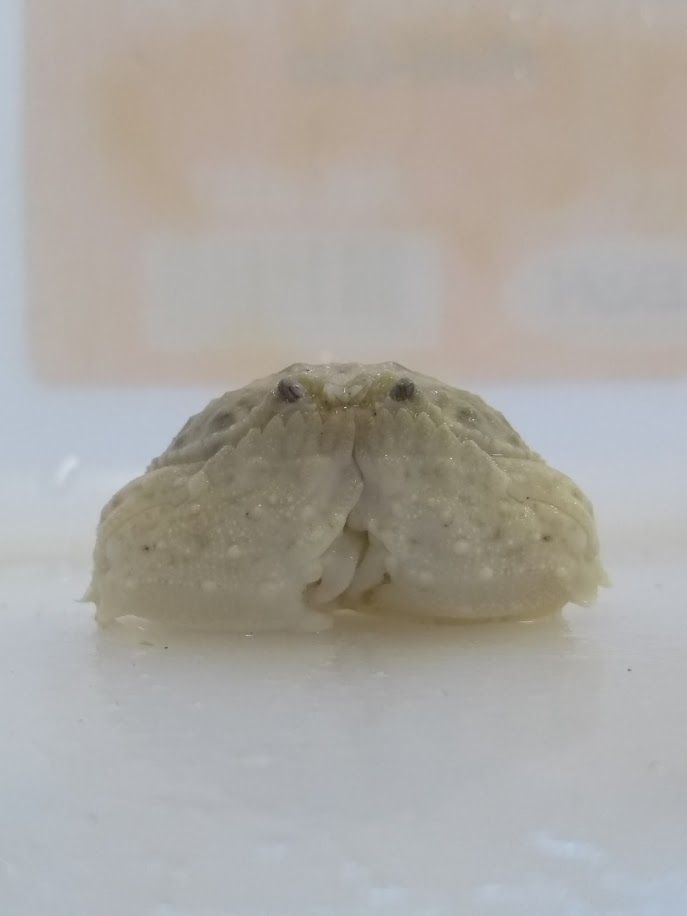
Caranguejo Guajá jovem, encontrado em poças de marés na Praia do Pacheco.

O Guajá (Calappa ocellata) é um caranguejo da família dos calapídeos, encontrado na costa brasileira, do Norte até o estado do Rio de Janeiro. Tal espécie chega a medir até 10 cm de comprimento e sua carne é apreciada por muitos. Também é conhecido pelos nomes de goiá, guaiá, guaiá-apará e uacapará.

## Distribuição Geográfica
Encontrado no Atlântico ocidental, desde a Carolina do Norte, Florida, Golfo do México, Antilhas, Colômbia, Venezuela e Brasil(do Amapá ao Rio de Janeiro)

## Habitat

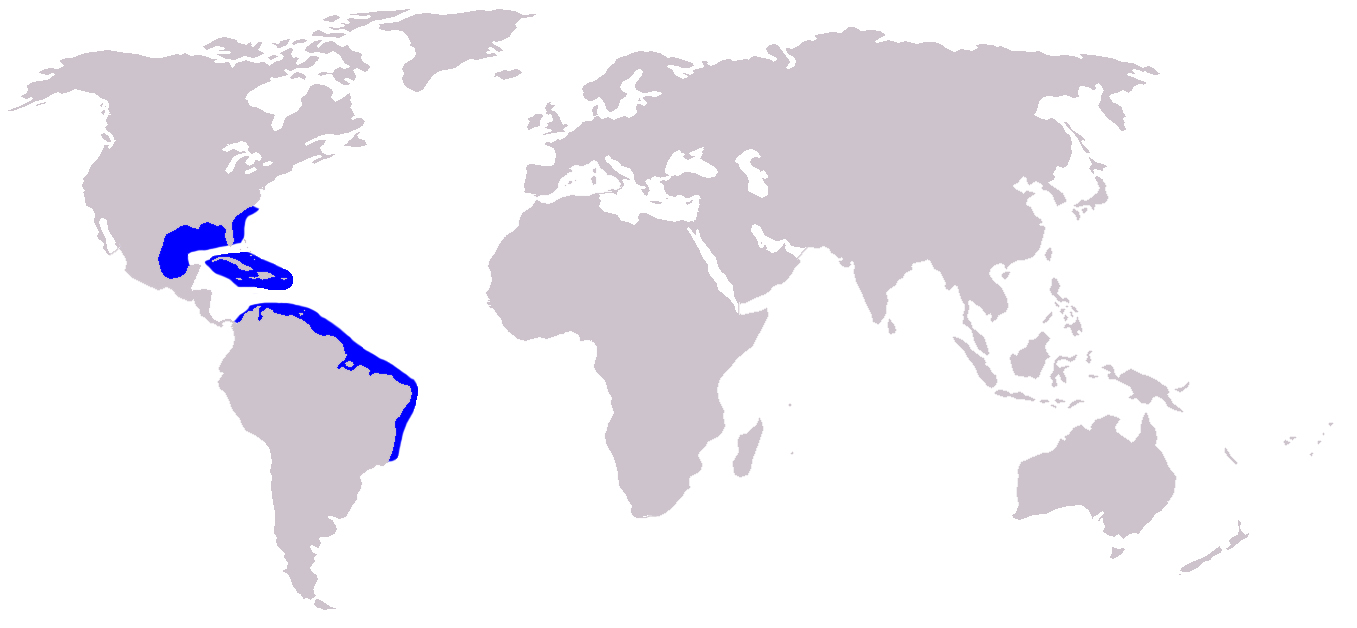
Distribuição Calappa ocellata

Pode ser encontrado em profundidades de até 80 metros. Em fundos de Lama, areia, cascalho ou pedra.